# Charlys Nichten
Charlys Nichten ist ein deutsches Filmlustspiel aus dem Jahre 1974.

## Handlung
Max, Stefan und Luigi sind drei beste Kumpels, die mit ihrer Geschäftsidee, mit ihren Damenslips die erotik- und modebewussten Frauen von heute zu beglücken, gründlich auf die Nase gefallen sind. Sie sind pleite, ihre Schlüpfer-Restbestände sind vom geldeintreibenden Gerichtsvollzieher einkassiert worden, und so benötigen die drei Pleitiers dringend neue Jobs und Geld. Die Schlüpferidee war ja ursprünglich auch nur aus dem hirnverbrannten Einfall geboren, auf diese Weise schnell und unkompliziert jede Menge nackte weibliche Haut begutachten zu können. Da sie von ihrem pubertären Verhalten nicht lassen können, versuchen die Männer eine Anstellung bei einem schwulen Fotografen zu bekommen, der sich auf Modefotografie und Nacktaufnahmen spezialisiert hat. Der Mann heißt Charly Braun und will, wie im Inserat ausdrücklich angemerkt, ausschließlich Frauen einstellen, da Männer ihn einerseits erotisch ablenken könnten, andererseits fürchtet er, dass die Kerle bei den Frauen zu Grabschern mutieren und übergriffig werden könnten. Schließlich will er ja sein Atelier nicht zu einem Bordell verkommen lassen. 
Da haben Max, Stefan und Luigi eine „geniale“ Idee. Die seit Charlys Tante beliebte Methode, als Mann Frauen näher zu kommen, in dem man sich selbst zur Frau umgestaltet, muss auch hier herhalten. Flugs wird aus den gestandenen Kerls „Charlys Nichten“, um auf diese Weise möglicherweise doch noch bezahlten Einlass in Charlys Atelier zu bekommen. Die drei werden als Putzfrau, Maskenbildnerin und Fotoentwicklerin im Labor eingestellt, und prompt beginnen die Probleme: Denn die Typen können beim Anblick der gut gebauten Models ihre Finger nicht bei sich lassen und rücken den zu fotografierenden Damen kontinuierlich auf den Pelz. Zu allem Überfluss fühlt sich Charlys selbst von dem maskulinen Flair jener angeblichen „Nichten“ ziemlich angetörnt. Neben ihrer ständigen Geilheit und den Annäherungsversuchen des Fotografen hat Urbayer Max auch noch mit den Folgen des Verzehrs seiner Lieblingsspeise, Sauerkraut, zu kämpfen, denn das drückt ihm auf den Magen und verursacht bei ihm in jeder möglichen und unmöglichen Situation Blähungen.

## Produktionsnotizen
Charlys Nichten entstand zum Jahresbeginn 1974, passierte die FSK am 10. April 1974 und wurde am 10. Mai 1974 uraufgeführt. 

## Kritik
Das Lexikon des Internationalen Films sah in dem nur mit wenig Nuditäten durchsetzten Streifen eine „Sex-Groteske auf Stammtisch-Witzniveau.“